# Vallväxt

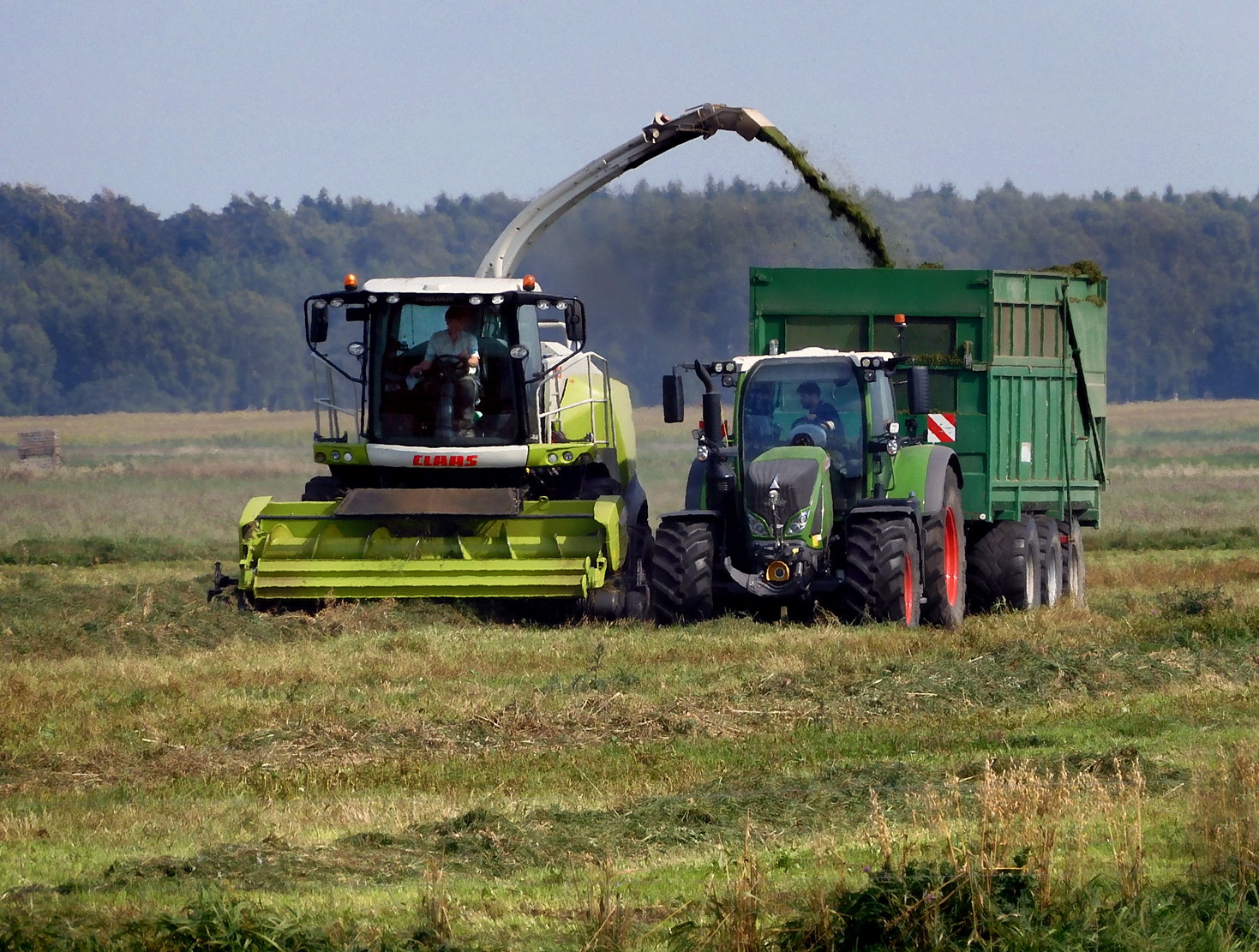
En fälthack och fältvagn tar upp vallväxter till ensilage på Öja mosse i Ystad 2021.

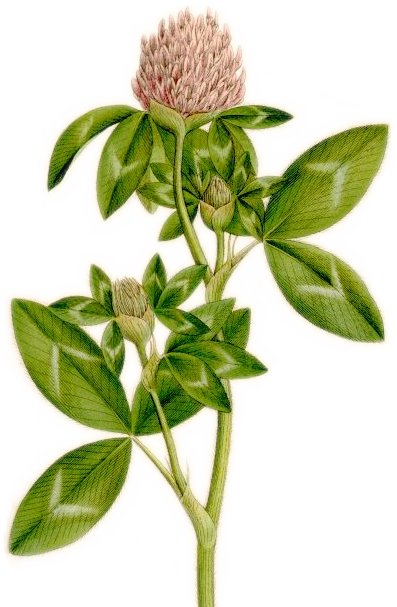
Rödklöver.

Vallväxter är de växter som kommer till användning vid vallodling i jordbruket. I Sverige är det i huvudsak tre grupper av växter som är intressanta. Vid anläggning av vall sås sällan en vallväxt i renbestånd, istället används vallfröblandningar av flera arter (och sorter inom en och samma art). Vallfröblandningar kan köpas färdigblandade, anpassade för olika slags önskemål när det till exempel gäller produktionsförmåga, betestålighet, vinterhärdighet och så vidare) eller blandas lokalt på gården med frö som inköpts separat.
Vallväxter odlas som foder åt idisslare, hästar och andra gräsätare. Vallfoder måste prepareras om det ska lagras, exempelvis för vinterfoder. Detta kan göras genom torkning till hö eller jäsning till ensilage.

## Historia
I 1914 års Jordbrukslära rekommenderas följande fröblandning till fleråriga vallar. Kilogram per hektar: Rödklöver 2, Alsikeklöver 2,5, Vitklöver 0,5, Storgigel 1,0, Timotej 4,0, Hundäxing 4,0, Ängssvingel 7,0, Ängskavle, 2,5, Rödsvingel 1,5, Ängsgröe 1,0, Kärrgröe 2,0, Krypven 1,0.
På 1960-talet utgjordes vallen ofta av enbart tre sorter nämligen: Rödklöver, Timotej och Ängssvingel.

## Gräs
- Timotej
- Ängssvingel
- Rödsvingel
- Rajgräs
- Ängsgröe
- Kärrgröe
- Sengröe
- Hundäxing
- Kamäxing
- Krypven
- Ängskavle
- Knylhavre

## Baljväxter
Baljväxter kännetecknas av den viktiga förmågan att kunna fixera luftens kväve.
- Klöver
  - Rödklöver
  - Vitklöver
- foderlusern

## Örter
- Cikoria